# Eliminatoria al Campeonato Juvenil de la AFC 1988
La Eliminatoria al Campeonato Juvenil de la AFC 1988 se jugó del 16 de junio al 25 de septiembre para determinar a los 8 clasificados al torneo final para definir a los clasificados a la Copa Mundial de Fútbol Sub-20 de 1989.
La eliminatoria constó de 8 grupos de eliminación distribuidos en diversas sedes donde el vencedor de cada grupo avanzaría al torneo final a disputarse en Doha, Catar.

## Grupo 1
Los partidos se jugaron en Muscat, Omán.
| País   | PTS | J | G | E | P | GF | GC | GD |
| ------ | --- | - | - | - | - | -- | -- | -- |
| Siria  | 6   | 4 | 3 | 0 | 1 | 8  | 4  | +4 |
| Omán   | 6   | 4 | 3 | 0 | 1 | 7  | 4  | +3 |
| Líbano | 0   | 4 | 0 | 0 | 4 | 4  | 11 | -7 |

| Equipo 1 | Resultado | Equipo 2 |
| -------- | --------- | -------- |
| Siria    | 3-1       | Líbano   |
| Siria    | 2-1       | Omán     |
| Omán     | 4-2       | Líbano   |
| Líbano   | 1-3       | Siria    |
| Omán     | 1-0       | Siria    |
| Líbano   | 0-1       | Omán     |

## Grupo 2
Los partidos se jugaron en Malé, Maldivas.
| País          | PTS | J | G | E | P | GF | GC | GD  |
| ------------- | --- | - | - | - | - | -- | -- | --- |
| Irak          | 12  | 6 | 6 | 0 | 0 | 26 | 3  | +23 |
| Yemen del Sur | 8   | 6 | 4 | 0 | 2 | 14 | 9  | +5  |
| Kuwait        | 4   | 6 | 2 | 0 | 4 | 12 | 12 | 0   |
| Maldivas      | 0   | 6 | 0 | 0 | 6 | 3  | 31 | -28 |

| Equipo 1      | Resultado | Equipo 2      |
| ------------- | --------- | ------------- |
| Maldivas      | 0-4       | Yemen del Sur |
| Kuwait        | 0-2       | Irak          |
| Irak          | 4-2       | Yemen del Sur |
| Maldivas      | 1-6       | Kuwait        |
| Irak          | 11-0      | Maldivas      |
| Yemen del Sur | 2-1       | Kuwait        |
| Irak          | 3-0       | Kuwait        |
| Yemen del Sur | 2-1       | Maldivas      |
| Kuwait        | 5-1       | Maldivas      |
| Yemen del Sur | 1-3       | Irak          |
| Kuwait        | 0-3       | Yemen del Sur |
| Maldivas      | 0-3       | Irak          |

## Grupo 3
Los partidos se jugaron en Manama, Baréin.
| País     | PTS | J | G | E | P | GF | GC | GD  |
| -------- | --- | - | - | - | - | -- | -- | --- |
| Catar    | 8   | 4 | 4 | 0 | 0 | 13 | 2  | +11 |
| Baréin   | 4   | 4 | 2 | 0 | 2 | 9  | 5  | +4  |
| Pakistán | 0   | 4 | 0 | 0 | 4 | 0  | 15 | -15 |

| Equipo 1 | Resultado | Equipo 2 |
| -------- | --------- | -------- |
| Baréin   | 4-0       | Pakistán |
| Pakistán | 0-3       | Catar    |
| Catar    | 2-1       | Baréin   |
| Pakistán | 0-3       | Baréin   |
| Catar    | 5-0       | Pakistán |
| Baréin   | 1-3       | Catar    |

## Grupo 4
Los partidos se jugaron en Abu Dabi, Emiratos Árabes Unidos.
| País            | PTS | J | G | E | P | GF | GC | GD |
| --------------- | --- | - | - | - | - | -- | -- | -- |
| UAE             | 4   | 4 | 1 | 2 | 1 | 4  | 3  | +1 |
| Yemen del Norte | 4   | 4 | 1 | 2 | 1 | 4  | 3  | +1 |
| Irán            | 4   | 4 | 1 | 2 | 1 | 2  | 4  | -2 |

| Equipo 1        | Resultado | Equipo 2        |
| --------------- | --------- | --------------- |
| Irán            | 1-1       | Yemen del Norte |
| UAE             | 3-0       | Irán            |
| UAE             | 0-2       | Yemen del Norte |
| Yemen del Norte | 0-1       | Irán            |
| Irán            | 0-0       | UAE             |
| Yemen del Norte | 1-1       | UAE             |

## Grupo 5
Los partidos se jugaron en Hong Kong.
| País      | PTS | J | G | E | P | GF | GC | GD  |
| --------- | --- | - | - | - | - | -- | -- | --- |
| China     | 12  | 6 | 6 | 0 | 0 | 24 | 2  | +22 |
| Tailandia | 7   | 6 | 3 | 1 | 2 | 26 | 5  | +21 |
| Hong Kong | 5   | 6 | 2 | 1 | 3 | 10 | 14 | -4  |
| Macao     | 0   | 6 | 0 | 0 | 3 | 1  | 39 | -38 |

| Equipo 1  | Resultado | Equipo 2  |
| --------- | --------- | --------- |
| China     | 1-0       | Tailandia |
| Hong Kong | 3-0       | Macao     |
| Macao     | 0-9       | China     |
| Tailandia | 1-1       | Hong Kong |
| China     | 4-1       | Hong Kong |
| Macao     | 0-14      | Tailandia |
| Macao     | 1-3       | Hong Kong |
| Tailandia | 0-2       | China     |
| China     | 5-0       | Macao     |
| Hong Kong | 1-5       | Tailandia |
| Hong Kong | 1-3       | China     |
| Tailandia | 5-0       | Macao     |

## Grupo 6
Corea del Sur clasificó a la fase final debido a que Birmania, India y Singapur abandonaron el torneo.

## Grupo 7
Jugaron dos equipos en una serie a dos partidos en Pyongyang, Corea del Norte.
| Equipo 1  | Agr. | Equipo 2        | Ida | Vuelta |
| --------- | ---- | --------------- | --- | ------ |
| Bangladés | 1-5  | Corea del Norte | 0-0 | 1-5    |

## Grupo 8
Japón clasificó a la fase final debido a que Brunéi, Indonesia y Malasia abandonaron el torneo.

## Clasificados al Campeonato Juvenil de la AFC
| - Catar - China - Irak - Japón | - Corea del Sur - Corea del Norte - Siria - Emiratos Árabes Unidos |